# Serge Ramaekers

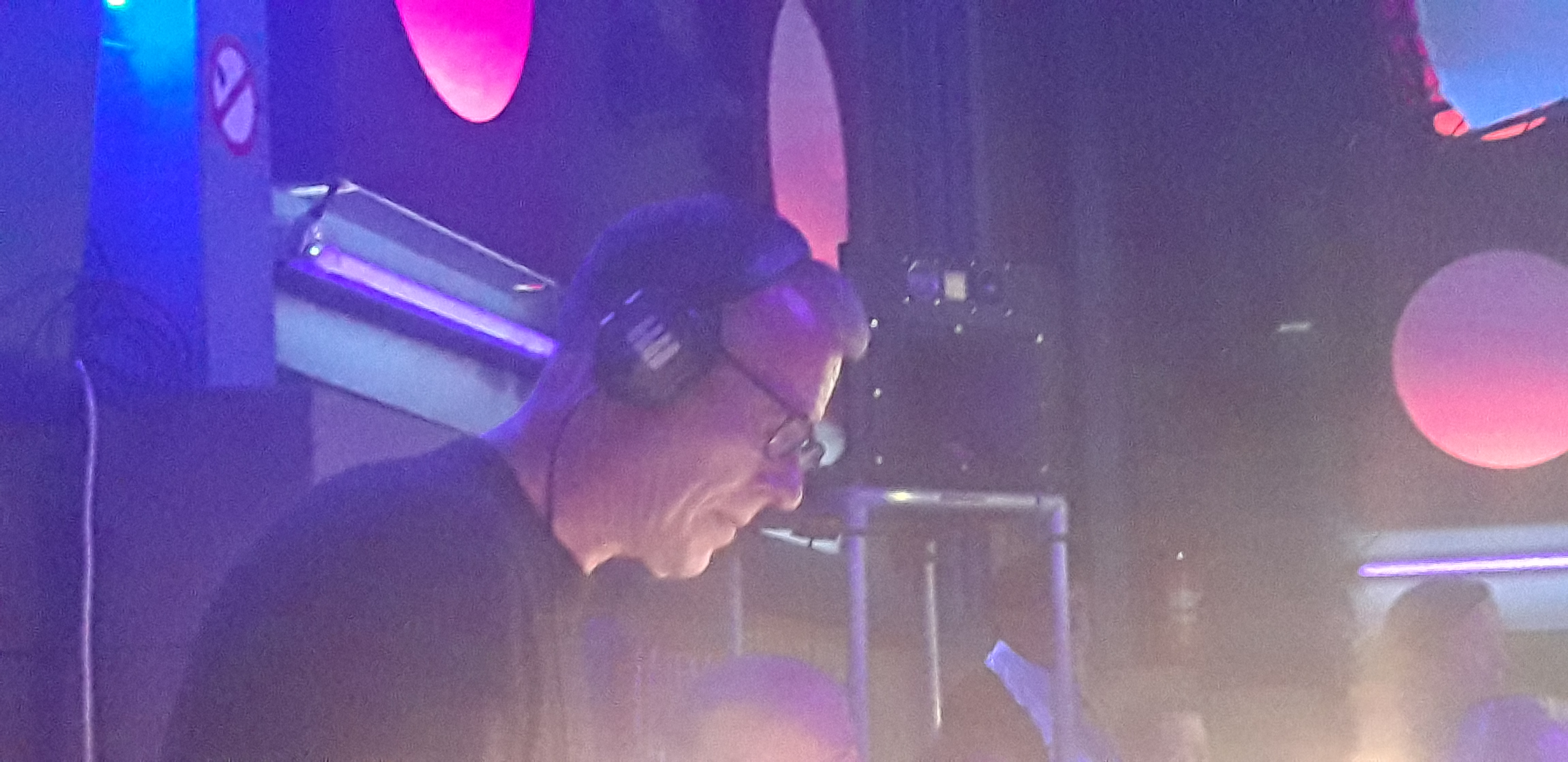
Serge Ramaekers in 2019

Serge Ramaekers (17 april 1966) is een Belgisch muziekproducer, dj en auteur bekend onder het pseudoniem Sir-G.

## Biografie
In 1988 behaalde hij zijn eerste succes met de New Beat-formatie Confetti's. Singles als 'The sound of C', 'C' day' en 'C in China' werden grote hits. Een jaar later maakte Serge Ramaekers een remix van de song 'Marina' van Rocco Granata. Van de remix werden in Duitsland twee miljoen exemplaren verkocht.
In 1990 verwierf hij succes in Europa met zijn project Cartouche ('Feel The Groove'). Het leverde Ramaekers een Billboard-notatie op in de Verenigde Staten. In Europa scoort hij ook met een remix van Freddie Mercury's 'Living On My Own'. De single haalde in de meeste Europese landen de top van de hitlijsten.
Als producer verwierf hij succes met The Dinky Toys ("My Day will come") en T-Spoon ('Sex on the beach', 'Tom's Party').
Sinds 2001 is hij actief als producer van de Belgische danceformatie Orion Too.
In 2008 verzorgde hij de opnames van de vocals voor "Simpelheid", de debuutsingle van Maesland en in 2009 bracht hij samen met Belgische dj/producer Laurent Wéry, onder het project Funk Providers, het nummer 'Little Fantasy' uit.
In 2012 werkte Ramaekers mee aan de documentaire The Sound of Belgium waarin hij vertelt over de pioniersrol die België speelde binnen de wereld van de elektronische muziek in de jaren '80 en '90.

## Discografie

### Singles
| Single met hitnotering(en) in de Vlaamse Ultratop 50 | Datum van verschijnen | Datum van binnenkomst | Hoogste positie | Aantal weken | Opmerkingen            |
| ---------------------------------------------------- | --------------------- | --------------------- | --------------- | ------------ | ---------------------- |
| Always been real                                     | 2009                  | 04-07-2009            | 29              | 4            | met DJ Sake            |
| Looking at me (J'aime regarder)                      | 2009                  | 15-08-2009            | 45              | 1            | met Laurent Wery       |
| 2 Spirits                                            | 2009                  | 21-11-2009            | 18              | 3            | met DJ Sake            |
| French kiss                                          | 2010                  | 16-10-2010            | 50              | 1            |                        |
| Hide your love                                       | 2013                  | 26-01-2013            | tip90*          |              | met DJ Licious & Abdou |